# Die Galerie im Setzkasten
Die Galerie im Setzkasten ist eine Sammlung von Unikaten, angefertigt für einen Setzkasten, wie er zu Zeiten des Bleisatzes verwendet wurde. Initiator dieses kleinen «Museums» grafischer Künste ist der gelernte Schriftsetzer und ehemalige Druckereileiter Arno Stolz.

## Idee
Die Idee zu diesem Projekt hatte Stolz 1979, als sein Sohn ihm und seiner Frau Edith eine Miniaturmalerei in der Größe eines Setzkastenfaches mit den Initialen E & A schenkte. Charakteristische Originalbeiträge von national und international bekannten Grafikdesignern, Illustratoren und Typografen sollten den Setzkasten füllen. Ab 1980 begann Stolz handschriftlich verfasste Briefe an Gestalter weltweit zu schicken. Den Briefen legte er eine schematische Zeichnung des Setzkastens bei, in der er das zugewiesene Setzkastenfach für den jeweiligen Gestalter markierte. Anton Stankowski, Otl Aicher, Willem Sandberg, Karl Oskar Blase, Kurt Weidemann, Christof Gassner, Hermann Zapf – die ersten Gestalter antworteten rasch, waren vom Projekt angetan und steuerten ihrerseits Namen von Gestaltern bei, die in der Sammlung vertreten sein müssten.

## Umfang
Die Galerie umfasst insgesamt vier Setzkästen: Setzkasten 1 wurde von 1980 bis 1996 befüllt. Seine Maße sind: 610 mm hoch, 960 mm breit und 26 mm tief. Er hat 125 Fächer, das kleinste Fach ist 50 × 40 mm groß, die elf großen Fächer sind 106 × 85 mm. Setzkasten 2 wurde von 1985 bis 1997 befüllt. Maße und Fächer sind mit denen des Setzkastens 1 identisch. Neben den beiden großen Setzkästen gehören zur Galerie noch ein Ziffernkasten mit zehn Fächern und ein Bruchziffernkasten mit 22 Fächern. Beide Kästen sind jeweils 280 mm hoch, 220 mm breit und 22 mm tief. Befüllt wurden sie von 1999 bis 2014. Alle vier Setzkästen mit 282 Beiträgen waren nach 34 Jahren mit Werken von Gestaltern aus 24 Nationen befüllt: Belgien, China, Dänemark, Deutschland, Finnland, Frankreich, Großbritannien, Indien, Italien, Japan, Kroatien, Kuba, Niederlande, Norwegen, Österreich, Polen, Russland, Schweden, Schweiz, Tschechien, Türkei, Ungarn, USA und Venezuela.

## Inhalt
In den Setzkästen befinden sich neben zweidimensionalen Arbeiten aus Papier und Karton eine ganze Reihe dreidimensionaler Objekte. Zum Beispiel das ei von Milton Glaser und die in Gips gegossene Messinglinie mit Bleilettern von Wolfgang Weingart. An Materialien finden sich in den Setzkästen Acrylglas, Blattgold, Blei, Draht, Elefantenhaut, Farbfolie, Farbpapiere, Feinsilber, Fotopapier, Gips, Holz, Japanpapier, Karton, Klarsichtfolie, Kordel, Kunststoff, Messingzahnräder aus Uhren, Papier, Spiegel, Spiegelfolie, Stein, Sumi-Tusche, Wellpappe, Zelluloid. Die von den Gestaltern angewandten Techniken sind ebenfalls breit gefächert: Acryl, Aquarell, Buchdruck, Buntstift, Filzstift, Kupferdruck, Kugelschreiber, Offsetdruck, Prägedruck, Siebdruck, Tempera, Tintenstrahldruck, Tusche.

## Sammlung
Die umfangreiche Korrespondenz von Stolz mit Gestaltern aus aller Welt ergab auch eine Sammlung von ca. 600 Briefhüllen und Briefen, von Hand oder mit Schreibmaschine geschrieben. Mit manchen Gestaltern tauscht Stolz heute noch jährlich einen Neujahrsgruß aus. Außerdem finden sich in der Sammlung Plakate, Bücher, Druckgrafiken, Zeichnungen, Fotografien und Alternativen zum Setzkastenbeitrag – Geschenke der Gestalter an den Sammler Arno Stolz.

## Gestalter (Auswahl)
- Otl Aicher (1922–1991), Grafikdesigner
- Saul Bass (1920–1996), Typograf, Grafikdesigner, Fotograf und Filmemacher
- Anna Berkenbusch (* 1955), Designerin und Universitätsprofessorin
- Max Bill (1908–1994), Architekt
- Hans Rudolf Bosshard (* 1929), Maler, Typograf, Grafiker, Holzschneider, Buchgestalter, Autor und Lehrer
- Erich Brechbühl (* 1977), Grafikdesigner und Plakatkünstler
- Vicco von Bülow (Loriot) (1923–2011), Humorist
- Eric Carle (1929–2021), Kinderbuchautor
- Ivan Chermayeff (1932–2017), Grafikdesigner
- Christian Chruxin (1937–2006), Typograf und Grafiker
- Wim Crouwel (1928–2019), Grafiker, Maler, Hochschullehrer und Museumsdirektor
- Louis Dorfsman (1918–2008), Grafikdesigner
- Wolf Erlbruch (1948–2022), Illustrator und Kinderbuchautor
- Olle Eksell (1918–2007), Grafikdesigner und Hochschullehrer
- Gene Federico (1918–1999), Grafikdesigner
- Herbert W. Franke (1927–2022), Wissenschaftler, Sachbuchautor und Science-Fiction-Schriftsteller
- AG Fronzoni (1923–2002), Grafikdesigner, Verleger, Architekt und Pädagoge
- Adrian Frutiger (1928–2015), Schriftgestalter
- Alan Fletcher (1931–2006), Grafikdesigner
- Paul Flora (1922–2009), Zeichner, Karikaturist, Grafiker, Illustrator und Schriftsteller
- Henri Friedlaender (1904–1996), Buchgestalter und Typograf
- Shigeo Fukuda (1932–2009), Grafikdesigner und Plakatkünstler
- HAP Grieshaber (1909–1981), Grafiker und bildender Künstler
- Roland Henß (1952–2015), Grafikdesigner, Typograf, Vertreter der Copy Art und Hochschullehrer
- Jost Hochuli (* 1933), Grafiker und Buchgestalter
- Fons Matthias Hickmann (* 1966), Grafikdesigner, Typograf, Autor und Professor an der Universität der Künste Berlin
- Hans Hillmann (1925–2014), Grafiker, Illustrator und Grafikdesigner
- Jianping He (* 1973), Grafikdesigner, Professor und Verleger
- Max Huber (1919–1992), Grafiker und Grafikdesigner
- Sarah Illenberger (* 1976), Illustratorin und Art Director
- Günther Kieser (1930–2023), Grafikdesigner und Bildhauer
- Jean Larcher (1947–2015), Kalligraf, Typograf und Schriftkünstler
- Uwe Loesch (* 1943), Grafikdesigner und Hochschullehrer
- Leo Lionni (1910–1999), Grafiker, Maler und Schriftsteller
- Helmut Lortz (1920–2007), Grafiker und Zeichner
- Hans-Rudolf Lutz (1939–1998), Typograf und Grafiker
- Victor Malsy (* 1957), Typograf, Buchgestalter und Hochschullehrer
- Holger Matthies (* 1940), deutscher Grafikkünstler und moderner Plakatmacher
- Pierre Mendell (1929–2008), Grafikdesigner
- Franz Mon (1926–2022), Schriftsteller
- Bruno Monguzzi (* 1941), Grafikdesigner
- Reinhart Morscher (1938–2004), Grafikdesigner, Typograf und Plakatkünstler
- Josef Müller-Brockmann (1914–1996), Grafikdesigner, Typograf, Autor und Lehrer
- Rolf Müller (1940–2015), Gestalter
- Hans Neuburg (1904–1983), Schriftsetzer bzw. Typograf
- Jo Niemeyer (* 1946), Grafiker, Designer und Maler der Konkreten Kunst
- Bruno Oldani (1936–2021), Designer
- Nikolaus Ott (* 1947), Grafikdesigner, Hochschullehrer
- Celestino Piatti (1922–2007), Grafiker, Maler und Buchgestalter
- Ralph Prins (1926–2015), bildender Künstler, Fotograf
- Volker Pfüller (1939–2020), Grafiker, Bühnenbildner und Hochschullehrer
- Roger Pfund (1943–2024), Grafiker und Grafikdesigner
- Paul Rand (1914–1996), Grafikdesigner
- Josua Reichert (1937–2020), Drucker, Typograf, Grafiker und Autor
- Stefan Sagmeister (* 1962), Grafikdesigner und Typograf
- Helmut Schmid (1942–2018), Typograf
- Helmut Schmidt Rhen (1936–2025), Maler, Kommunikationsdesigner und Hochschullehrer
- Wolfgang Schmidt (1929–1995), Maler und Grafiker
- Ralph Schraivogel (* 1960), Grafiker und Dozent
- Erik Spiekermann (* 1947), Gestalter, Typograf, Schriftgestalter und Autor
- Georg Staehelin (1942–2023), Schweizer Grafikdesigner, Typograf und Plakatkünstler
- Anton Stankowski (1906–1998), Grafikdesigner, Fotograf und Maler
- Bernard Stein (* 1949), Grafikdesigner, Hochschullehrer
- Otto Treumann (1919–2001), Grafiker
- Niklaus Troxler (* 1947), Grafiker
- Georg Trump (1896–1985), Kalligraf, Typograf und Grafiker
- Hans Peter Willberg (1930–2003), Typograf, Illustrator, Buchgestalter, Hochschullehrer und Fachautor
- Gert Wunderlich (1933–2023), Buchgestalter, Schrift-, Plakatentwerfer und Typograf[3]

## Veröffentlichung
Fachzeitschriften für Typografie, Gestaltung und Druck wie Baseline, Page und Druckspiegel, berichteten in der 1980er und 1990er Jahren über die Galerie im Setzkasten. Die Bandbreite der Gestalter und ihre teils persönlichen Widmungen für den Sammler Stolz weckten das Interesse. Die Zeit, in der die Setzkästen auf dem Sperrmüll landeten oder auf Flohmärkten verkauft wurden, lag noch nicht lange zurück.
2014 schloss David Fischbach sein Studium Kommunikationsdesign im Fachbereich Design an der Hochschule Düsseldorf mit einer Buchgestaltung über Die Galerie im Setzkasten und den Sammler Arno Stolz ab. Die 9k-Galerie in Willich stellte 2016 erstmals alle vier Sätzkästen aus und zeigte Plakate, Grafiken, Zeichnungen, Neujahrskarten, Bücher, Objekte, Briefumschläge und 160 Briefe aus der Sammlung. 2019 veröffentlichte der Niggli Verlag das Buch von Fischbach. Erik Spiekermann schrieb im Vorwort: «Arnos einfache Idee war also ein Geniestreich. Die Reduktion auf dieses kleine Behältnis hat uns alle angespornt, wie überhaupt die besten Lösungen enge Vorgaben brauchen, um nicht als kreative Allgemeinplätze zu enden.»